# Зилијенопл (Пенсилванија)
Зилијенопл (енгл. Zelienople) град је у америчкој савезној држави Пенсилванија.

## Демографија
По попису из 2010. године број становника је 3.812, што је 311 (-7,5%) становника мање него 2000. године.
| Група             | 2000.         | 2010.         |
| Белци             | 4.030 (97,7%) | 3.696 (97,0%) |
| Афроамериканци    | 16 (0,4%)     | 34 (0,9%)     |
| Азијати           | 27 (0,7%)     | 23 (0,6%)     |
| Хиспаноамериканци | 13 (0,3%)     | 26 (0,7%)     |
| Укупно            | 4.123         | 3.812         |